# Vrejlev-Hæstrup Skole
Vrejlev-Hæstrup skole ligger i Poulstrup i Region Nordjylland og blev bygget i 1968 og 2000 blev en ny og velfungerende indskolingsafdeling på ca. 600 m² bygget til.
I 2003 blev skolens fysiklokale renoveret, og desuden udbygget med et nyt mediatek m.m. på ca. 400 m². 

Ved udbygningen i 2000 blev der lavet en del ombygninger/renoveringer i den vestlige del 
af "den gamle skole", og det samme skete i den østlige del ved udbygningen i 2003.
|  | Denne artikel om en bygning eller et bygningsværk kan blive bedre, hvis der indsættes et (bedre) billede. Du kan hjælpe ved at afsøge Wikimedia Commons for et passende billede eller lægge et op på Wikimedia Commons med en af de tilladte licenser og indsætte det i artiklen. |

| Skole | Spire Denne artikel om en skole, en uddannelsesinstitution eller uddannelse er en spire som bør udbygges. Du er velkommen til at hjælpe Wikipedia ved at udvide den. |

57°21′22.34″N 10°00′46.91″Ø / 57.3562056°N 10.0130306°Ø